# 白夜
白夜(백야)는 한국의 인디 밴드 시드사운드가 2008년에 발매한 비정규 프로젝트 음반이다.

## 수록곡
1. 白夜
2. To my brilliant
3. 비행
4. Snowberry
5. 난니쿠 요정의 분주한 하루
6. Melody
7. 소혹성B612호
8. Digital-Escape
9. Reminiscence Overture(Spring Head mix)